# Mustafa Saymak
Mustafa Saymak (* 11. února 1993, Deventer, Nizozemsko) je nizozemský fotbalový záložník tureckého původu, který v současné době působí v klubu PEC Zwolle. V mládežnických kategoriích reprezentoval Nizozemsko i Turecko.

## Klubová kariéra
V Nizozemsku debutoval na profesionální úrovni v PEC Zwolle (tehdy FC Zwolle) v roce 2011. S PEC vyhrál v sezoně 2011/12 nizozemskou druhou ligu Eerste Divisie a pomohl tak vyválčit přímý postup do Eredivisie.
V ročníku 2013/14 vyhrál s PEC nizozemský fotbalový pohár (KNVB beker), první v historii klubu. Finále proti Ajaxu Amsterdam skončilo poměrem 5:1. S PEC si zahrál ve 4. předkole Evropské ligy 2014/15, kde byl jeho tým vyřazen českým klubem AC Sparta Praha. Byl to jeho debut v evropských pohárech.

## Reprezentační kariéra

### Nizozemsko
Saymak nastoupil v září 2011 ve dvou přátelských zápasech nizozemského reprezentačního výběru do 19 let, proti Anglii (remíza 0:0) a proti Německu (remíza 2:2). Hrál i za výběry U20 a U21.

### Turecko
Saymak odehrál v březnu 2013 dva přátelské zápasy za tureckou reprezentaci do 20 let proti Portugalsku (výhra 2:1 a remíza 1:1).